# Lago di Loppio
Il lago di Loppio (Löppel-See o Loppl-See in tedesco, Lac de Lopi in dialetto trentino) è una zona umida situata nella valle di Loppio, in provincia di Trento, appena a sudest del passo San Giovanni; fa parte del comune di Mori, e le sue sponde occidentali costituiscono il confine con il comune di Nago-Torbole. 
Originariamente era un lago vero e proprio, ma è stato accidentalmente prosciugato con la costruzione della galleria Adige-Garda nel 1956; il bacino, protetto come biotopo dal 1987, torna a riempirsi parzialmente soltanto in periodi particolarmente piovosi. È anche un sito di rilevanza storica per la presenza dell'area archeologica dell'isola di Sant'Andrea.

## Storia

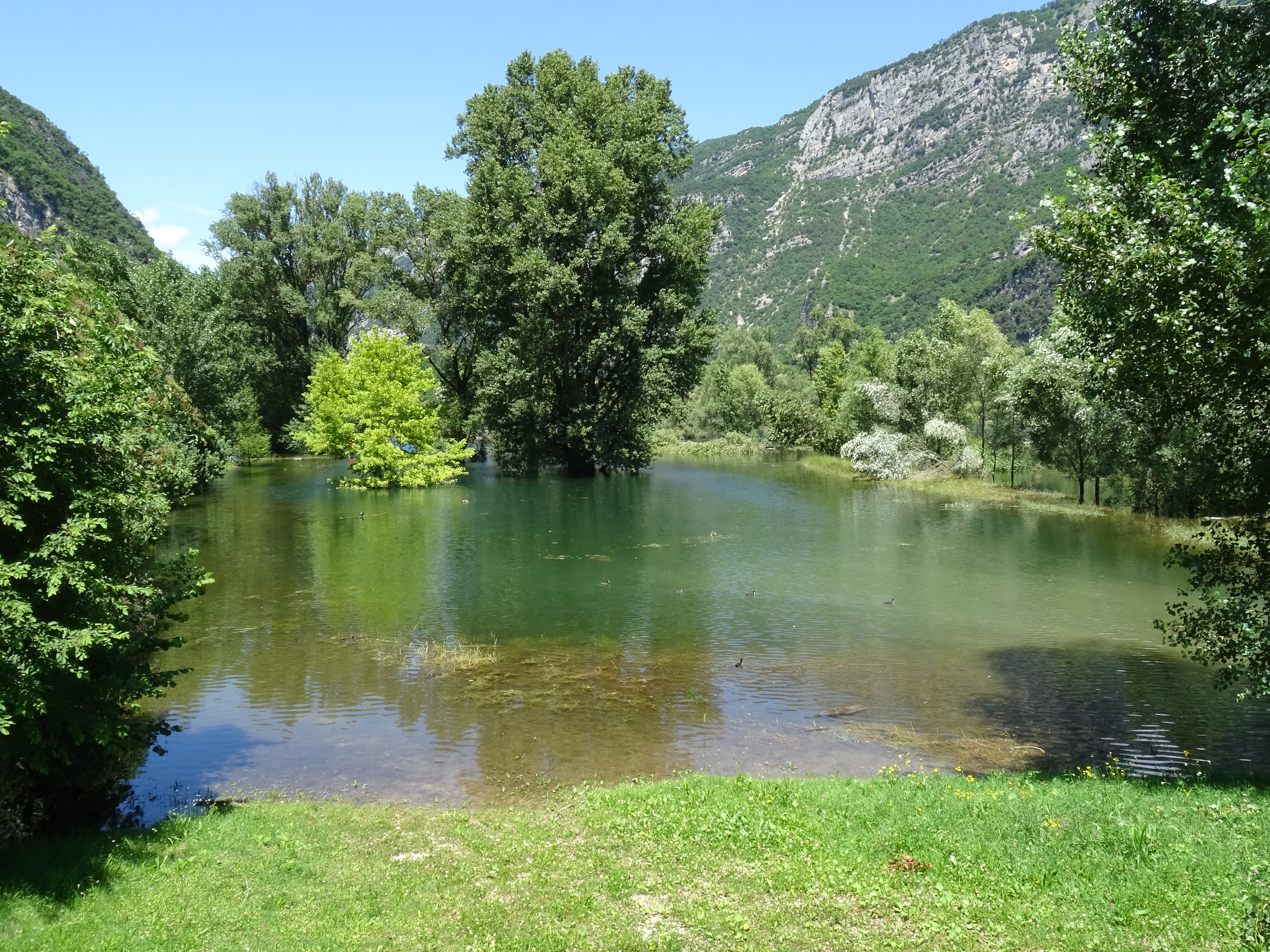
Il lago parzialmente riempito a giugno 2024

Nel 1439 il lago di Loppio fu teatro della galeas per montes, una memorabile impresa di ingegneria militare compiuta dalla Repubblica di Venezia, che vi fece transitare una piccola flotta diretta al lago di Garda scendendo a Torbole.
Dopo il disastro ambientale avvenuto nel 1956, quando venne prosciugato e mai più riempito in seguito allo sprofondamento della falda freatica durante i lavori per la costruzione della galleria Adige-Garda, l'ambiente si è consolidato divenendo palude ed è frequentemente invaso da abbondanti quantità di acqua in particolari momenti di piovosità intensa.
Il 19 ottobre 1987 l'area è stata dichiarata zona protetta col provvedimento della giunta provinciale trentina n. 11130 (modif. delib. 20.12.1996, n. 17031.

## Descrizione
Il lago è la più estesa area palustre della provincia autonoma di Trento.
A oriente sorge il piccolo centro abitato di Loppio, con l'importante villa quattrocentesca della famiglia Castelbarco e la vicina chiesa del Nome di Maria con la torre campanaria che porta ancora le tracce dei colpi di artiglieria della prima guerra mondiale.

## Sito archeologico
Il lago di Loppio è conosciuto come biotopo tutelato e anche come importante sito archeologico. Fin dal 1900 vi sono stati ritrovamenti che documentano la presenza di antichi abitanti sull'isola di Sant'Andrea, situata nel sito di ricerca: frammenti di vasellame di età romana e resti di una sepoltura con corredo funebre.
L'indagine archeologica ha suddiviso il lago in tre settori:
- Settore A, lato Nord-orientale dell'isolotto
- Settore B, nell'area meridionale
- Settore C, zona centrale e punto più elevato dell'isola

### Settore A

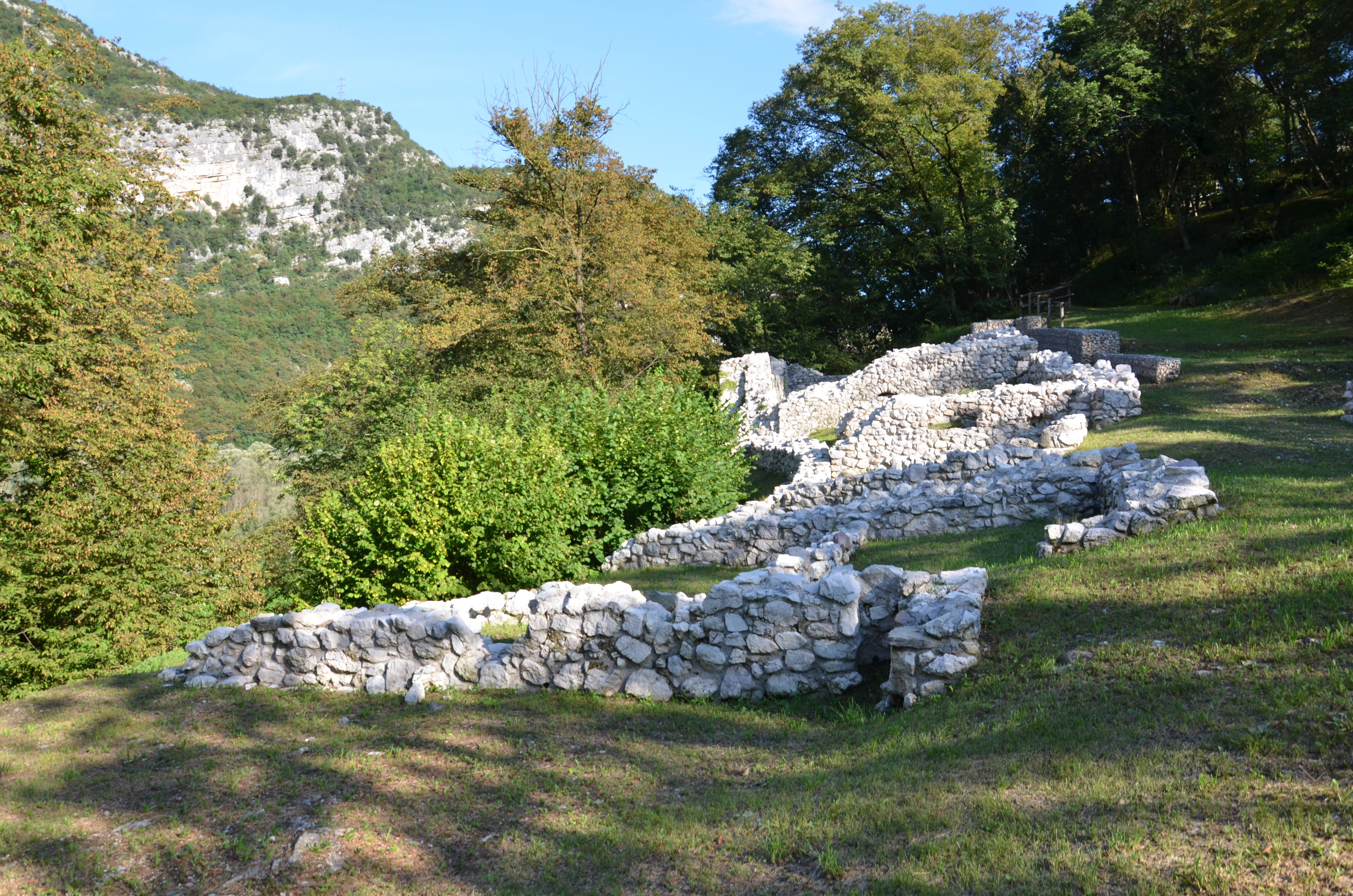
Isola di Sant'Andrea, settore A

Nella zona settentrionale dell'isola di Sant'Andrea sono state rinvenute tracce di capanne in legno e altri materiali deperibili databili intorno al V-VI secolo d.C. Sul terreno sono visibili strati di ceneri, focolari e buche. Accanto alle capanne sono stati trovati resti di mura appartenenti a piccoli edifici non ancora datati. Sono stati individuati poi edifici risalenti alla prima metà del VI secolo e dell'inizio del VII. Le loro piante sono di forma rettangolare e trapezoidale e si estendono su una superficie tra i 45 e i 60 m². L'edificio nel settore è rivolto verso il lago. I materiali rinvenuti all'interno ipotizzano un uso strettamente domestico. È presente inoltre una tomba con la sepoltura di un feto o di un nato prematuro all'interno di un contenitore in terracotta. Questa sorta di tomba era molto diffusa tra i popoli del Mediterraneo e nel VI e VII secolo era in uso anche presso l'area di dominazione bizantina. La sepoltura di Loppio è la prima del suo genere a essere scoperta nell'area alpina orientale.

### Settore B
Nel sud dell'isola, come è avvenuto per la zona A, nuove costruzioni solide in muratura, dalle pareti in pietre e ciottoli di diversa misura e materiale, hanno sostituito le più primitive casupole in legno. I muri sono ottenuti ponendo in modo irregolare massi vari, poi legati con malta di calce grossolana. Le nuove abitazioni piano piano hanno sostituito completamente la capanne, inglobandone gli edifici.

### Settore C
La zona centrale dell'isola è costituita dalla cosiddetta "area sacra", cioè dalla chiesa di Sant'Andrea e dalla sua necropoli.
La chiesa romanica risale sicuramente ad un'epoca successiva rispetto alla necropoli, in quanto quest'ultima è stata scoperta sotto i resti dell'edificio. Qui sono state riconosciute varie tombe, ma prive del loro corredo, tra le quali una tomba cappuccina e i resti di un'altra a cassa laterizia e poi di una terza, formata da un pozzetto quadrangolare con i lati in muratura.
Sono state condotte più ricerche sull'edificio religioso attraverso documenti e lo studio stratigrafico. Di una cosa si è sicuri: l'abbandono della costruzione è precedente al XVI-XVII secolo, come testimonia un'edicola quadrifronte, che si trova sopra i suoi strati di distruzione.

### Altri ritrovamenti archeologici
Tra i resti portati alla luce vi sono materiali che testimoniano uno scenario di vita quotidiana antica movimentato per la presenza di oggetti provenienti dall'esterno come frammenti di anfore orientali e africane. Presumibile quindi una rete di scambi commerciali d'ampio raggio. I reperti dimostrano che i gruppi familiari che vivevano sull'isola erano dediti all'allevamento, alla pesca e all'agricoltura.
Il sito ha restituito anche varie monete. Oltre alle più diffuse in bronzo del III-IV secolo, pure rare frazioni di silique in argento di epoca bizantina.

## Flora
La vegetazione del Biotopo è tipicamente lacustre e palustre: i boschi e le macchie sul limitare delle acque sono in prevalenza di ontano, salice, castagno e pino silvestre, mentre sulle sponde e sull'isola si trovano boschi di farnie, ancora ben conservati e dotati del loro originario corredo di specie erbacee e arbustive, e nella fitta boscaglia il nocciolo, il biancospino e il caprifoglio che giungono fin sulle rive. L'area nel e vicino al bacino è popolata prevalentemente dalla cannuccia di palude, ma sono presenti anche specie come l'iris d'acqua e il pioppo bianco. Rilevante anche l'abbondanza della ninfea bianca, soprattutto nei mesi primaverili.

## Fauna
Sono molte le specie animali che abitano il Biotopo e i dintorni, anche grazie alla vicinanza del parco locale del Monte Baldo, quali cervi, caprioli, cinghiali, volpi, ermellini, faine, scoiattoli, ghiri, lepri, tassi, donnole, toporagni, istrici, ricci, talpe europee, arvicole rossastre, topi dal collo giallo e topi quercini tra i mammiferi. Ci sono anche stati negli anni numerosi avvistamenti di lupi, e purtroppo anche vari investimenti, e di orsi, con individui provenienti dai monti Altissimo di Nago e Stivo più o meno sedentari, mentre un esemplare di sciacallo dorato è stato ripreso recentemente con una fototrappola nei boschi sopra il lago. Da segnalare anche diverse specie di chirotteri, di cui alcune legate all'ambiente lacustre, tra cui vespertilio maggiore, pipistrello nano, orecchione bruno e vespertilio di Daubenton. Per quanto riguarda l'avifauna sono da citare i rapaci come l'aquila reale, le cui coppie della catena del vicino monte Baldo frequentano spesso l'area come territorio di caccia, il biancone, il falco pellegrino, il nibbio reale, il lanario, il corvo imperiale, il gufo reale, la civetta nana, la civetta capogrosso, l'allocco nei boschi attorno e nel lago. Di grande interesse è la presenza dell'astore e del falco pecchiaiolo, mentre i più comuni sono il nibbio bruno, la poiana e il gheppio, rapaci nidificanti e ben diffusi in tutto il Biotopo. Presenti qui anche il picchio nero, il picchio muratore e il picchio rosso maggiore, lo stiaccino, il codirossone, l'upupa, il succiacapre, la passera lagia, il calandro, l'averla piccola, la balia dal collare, e nei pressi di pozze e bacini il merlo acquaiolo e il corriere piccolo. Tutto l'anno poi sostano qui uccelli palustri in migrazione e non quali germani reali, canapiglie, alzavole, marzaiole, smerghi, folaghe e cigni. Tra i rettili abitanti di boscaglia e acquitrini il cervone, il colubro di Esculapio, il biacco, la vipera e la natrice, quest'ultima legata all'ambiente palustre e che si nutre in particolare dei molti anfibi presenti. Infatti le specie maggiormente diffuse nell'area e più note sono gli anuri e urodeli: tritone alpino, tritone punteggiato, salamandra pezzata, ululone dal ventre giallo, rospo comune, rana montana, rana dalmatina, rospo smeraldino e raganella, che in gran numero ogni primavera si spostano dalle alture vicine e boscaglie per raggiungere le acque del lago e affollano gli stagni per riprodursi e deporre. Per la salvaguardia dei molti anfibi sono state posizionate delle barriere lungo la strada statale 240 di Loppio e di Val di Ledro, per convogliare gli animali in appositi tunnel posti sotto il manto stradale e far loro raggiungere il lago senza il rischio di essere investiti dalle autovetture in transito.